# Martinet marbré
Tachymarptis aequatorialis
Espèce
Synonymes
- Apus aequatorialis

Statut de conservation UICN

 LC  : Préoccupation mineure
Le Martinet marbré (Tachymarptis aequatorialis) est une espèce d'oiseaux d'Afrique tropicale appartenant à la famille des Apodidae, dont l'aire dissoute s'étend à travers l'Afrique subsaharienne.

## Répartition et sous-espèces
Selon la classification de référence du Congrès ornithologique international (15.1, 2025) il se répartit en cinq sous-espèces (ordre phylogénique) :
- T. a. lowei (Bannerman, 1920) — du Sierra Leone au Nigeria ;
- T. a. bamendae (Serle, 1949) — Grassland (Cameroun) ;
- T. a. furensis (Lynes, 1920) — Darfur ;
- T. a. aequatorialis (J.W. Von Muller, 1851) — +/- répandu à travers l'Afrique orientale ;
- T. a. gelidus (Brooke, 1967) — sud-ouest du Zimbabwe.